# Hyalarcta nuda
Hyalarcta nuda är en fjärilsart som beskrevs av Hans Daniel Johan Wallengren. Hyalarcta nuda ingår i släktet Hyalarcta och familjen säckspinnare. Inga underarter finns listade i Catalogue of Life.